# 博日基夫齊
49°8′24″N 27°19′38″E / 49.14000°N 27.32722°E

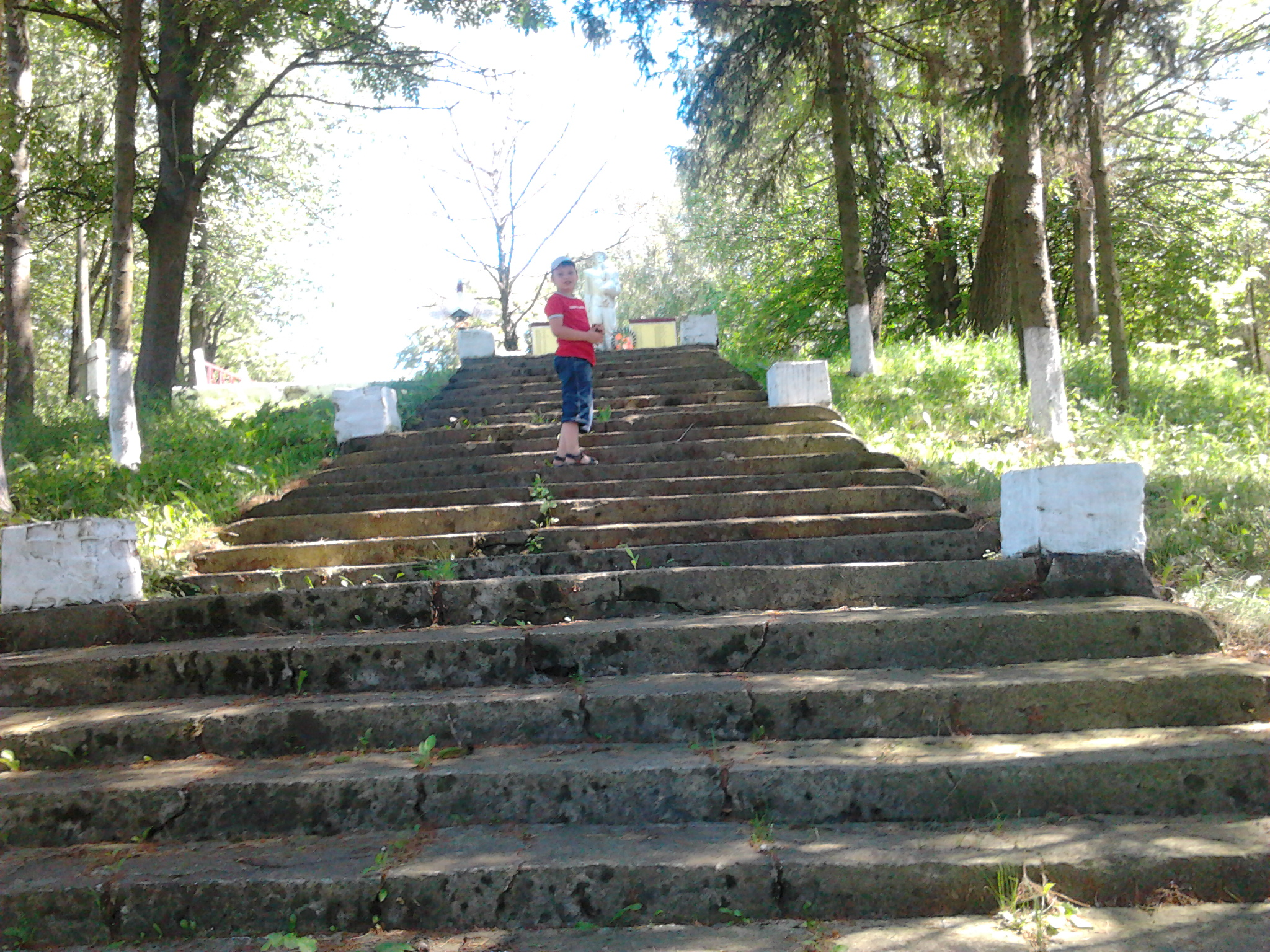

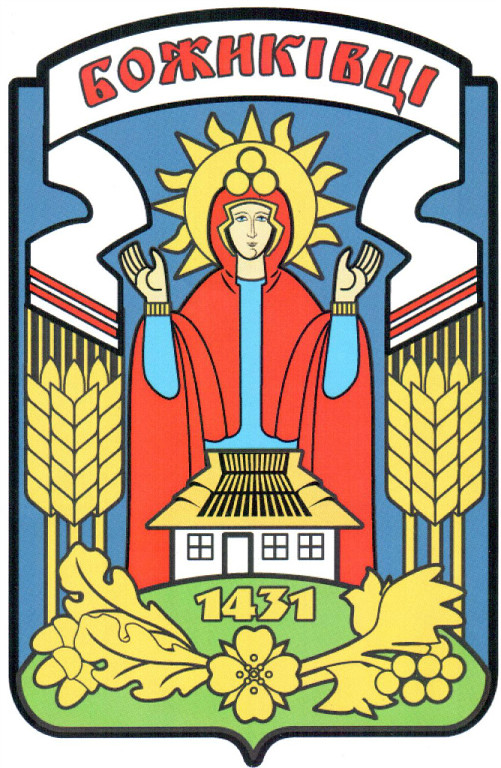

博日基夫齊（烏克蘭語：Божиківці）是位於烏克蘭西部的村莊，由赫梅利尼茨基州裡赫梅利尼茨基區的德拉日尼亞市鎮負責管轄。該村始建於1632年，面積3.36平方公里，海拔高度309米，2001年人口1,006，人口密度每平方公里300人。